# Common Envelope

Der Rote Riese (links im Bild) füllt seine gestrichelte Roche-Grenze und transferiert Materie auf den Stern rechts im Bild. Da der Rote Riese aufgrund dieses Massentransfers schneller expandiert als er Masse verliert, handelt es sich um einen instabilen Prozess mit dem Ergebnis einer beide Sterne umhüllenden gemeinsamen Atmosphäre.

Die Common-Envelope (deutsch Gemeinsame Hülle, abgekürzt CE) ist eine relativ kurze Phase mit instabilem Massentransfer in einem wechselwirkenden Doppelsternsystem mit einer Dauer von Monaten bis einigen Jahren. Während der Common-Envelope befindet sich der Begleitstern in der Atmosphäre des Primärsterns mit dem Ergebnis eines Verlusts von Drehmoment und dem Auswurf eines Teils der Atmosphäre des Primärsterns. Bei Überkontaktsystemen kann eine gemeinsame Hülle auch mehrere Millionen Jahre bestehen und für einen Energietransfer zwischen den Komponenten des Doppelsternsystems sorgen. Der Energie- und Massetransfer während einer Common-Envelope ermöglicht die Bildung von Sternen und Planeten mit Eigenschaften, die sich aus einem Einzelstern nicht entwickeln können. Bei einem Common-Envelope-Ereignis wird genügend Energie frei, um einen Teil der Hülle bis auf Fluchtgeschwindigkeit zu beschleunigen. Die expandierenden Gasmassen resultierend aus einer gemeinsamen Hülle dürften eine der primären Quellen für Staub im interstellaren Medium neben AGB-Sternen und Supernovaüberresten sein.

## Common-Envelope bei einem Roten Riesen
Sterne mittlerer Masse expandieren im Laufe ihrer Entwicklung aufgrund ihrer ansteigenden Leuchtkraft. Dies gilt insbesondere für die Phase eines Roten Riesen oder AGB-Sterns, in der sich ein entarteter Kern herausbildet. In einem engen Doppelsternsystem kann die Expansion der äußeren Atmosphäre zu einem Überschreiten der Roche-Grenzfläche führen und in der Folge fließt Materie auf den Begleitstern.
Dieser Massetransfer hat zum einen zur Folge, dass der Rote Riese versucht, sein thermodynamisches Gleichgewicht durch eine weitere Expansion wiederherzustellen, zum anderen einen Verlust von Bahndrehmoment. Dadurch nimmt der Abstand der beiden Sterne ab, die Massentransferrate steigt weiter an, der Begleitstern kann die Masse kurzfristig nicht akkretieren und es kommt zur Ausbildung einer gemeinsamen Hülle, wobei Bahndrehmoment auf die gemeinsame Hülle übertragen wird und große Teile der so beschleunigten gemeinsamen Hülle in den interstellaren Raum verloren gehen (Common Envelope Ejection). Die Verringerung des Abstands kann bis zu einer Verschmelzung der beiden Sterne führen.
Eine Common-Envelope-Phase in einem Doppelsternsystem mit einem Roten Riesen ist wegen ihrer kurzen Dauer noch nicht beobachtet worden. Die Modellierung hängt stark von Parametern wie der Viskosität ab.
Am Ende der Common-Envelope-Phase können unterschiedliche Formen von Doppelsternsystemen stehen:
- Kataklysmische Veränderliche. Hier wird ein Weißer Zwerg in einem engen Doppelsternsystem umkreist von einem Hauptreihenstern oder Unterriesen. Bei Einzelsternen entwickelt sich der Stern zu einem Roten Riesen, der seine Atmosphäre abwirft und der Kern bleibt als Weißer Zwerg übrig. Bei kataklysmischen Veränderlichen würde der Begleitstern innerhalb der Atmosphäre des ehemaligen Roten Riesen umlaufen und daher ist das Doppelsternsystem wohl durch eine gemeinsame Hüllenphase gegangen.[6]
- Die Entstehung von Röntgendoppelsternen kleiner Masse, bei denen ein Neutronenstern oder Schwarzes Loch von einem Hauptreihenstern in geringem Bahnabstand umkreist wird.[7]
- In engen Doppelsternsystemen ist der Anteil der Weißen Zwerge mit starken Magnetfeldern um Größenordnungen höher als bei einzelnen Weißen Zwergen. Dieses Magnetfeld wird als eine Folge der Bewegung des Begleitsterns durch die Atmosphäre des Roten Riesen interpretiert.[8]
- Die gemeinsame Hülle ist ein Entwicklungsweg zur Entstehung von Blauen Nachzüglern. Diese Sterne sind zu massereich für ihr Alter und haben daher Materie von einem Begleiter akkretiert oder sind mit dem Begleiter verschmolzen.[9]
- Die bipolare Struktur vieler planetarischer Nebel könnte die Folge einer gemeinsamen Hülle sein.[10]
- Ein potentieller Entstehungskanal für blaue Unterzwerge könnte die Phase einer gemeinsamen Hülle sein, bei der Materie auf den Weißen Zwerg zurückfällt und dieser danach als ein heißer Stern mit wasserstoffreicher Atmosphäre erscheint.[11]
- Supernovae vom Typ IIn zeigen Anzeichen für eine Expansion der Supernova-Ejekta durch eine dichte zirkumstellare Hülle, die durch eine gemeinsame Hülle erzeugt worden sein könnte.[12]
- Supernovae vom Typ Ia entstehen, wenn ein Weißer Zwerg seine Chandrasekhar-Grenze überschreitet und der Entartungsdruck die Gravitation nicht mehr kompensieren kann. Die dafür benötigte Akkretion von Materie von einem Begleiter dürfte überwiegend in Doppelsternsystemen geschehen, die durch eine gemeinsame Hüllenphase in einen geringen Bahnabstand gebracht wurden.[13]
- Zu einer überleuchtkräftigen Supernova vom Typ Ia kann es kommen, wenn während einer zweiten Common-Envelope-Phase ein Weißer Zwerg in die Hülle eines AGB-Sterns eindringt und dann der Kern des AGB-Sterns zerstört und vom Weißen Zwerg akkretiert wird. In diesem Szenario kann die Masse des explodierenden Mergers die Chandrasekhar-Grenze deutlich überschreiten. Diese Supernovae sind erheblich leuchtkräftiger als normale Typ-Ia-Supernovae und sollten auch Anzeichen für eine starke Wechselwirkung mit einer dichten stellaren Hülle aus der Common-Envelope-Phase zeigen. Supernova PTF 11kx gilt als ein Beispiel für so ein solches Core-Degenerate Szenario.[14]
- Bei zwei Weißen Zwergen in einem engen Doppelsternsystem wie z. B. bei den AM-Canum-Venaticorum-Sternen wird zweimal eine Common-Envelope durchlaufen. Nur dadurch können zwei Überreste von Roten Riesen in eine Bahn mit einer Umlaufdauer von weniger als einer Stunde gelangen.[15]
- R-Coronae-Borealis-Sterne sind wasserstoffarme und kohlenstoffreiche Riesen, deren Atmosphären zu circa 98 % aus Helium bestehen. Ihre visuelle Helligkeit fällt in unregelmäßigen Abständen um bis 8 mag und steigt über Monate bis Jahre wieder zur Ruhehelligkeit an. Dies wird als eine Folge einer Verdunkelung der Sichtlinie durch Rußwolken interpretiert, die der Stern ausstößt. R-Coronae-Borealis-Sterne zeigen eine von anderen Sternen stark abweichende chemische Zusammensetzung. Das wahrscheinlichste Entwicklungsszenario ist eine Verschmelzung von einem Helium- und einem CO-Weißen Zwerg. Der geringe Abstand dieser ausgebrannten ehemaligen Kerne von Roten Riesen, der zu einer Verschmelzung führt, ist eine Folge eines zweimaligen Durchlaufens einer Common-Envelope-Phase.[16]
- Bildet sich eine gemeinsame Hülle bereits bei der Wanderung eines Sterns von der Hauptreihe zum Roten-Riesen-Ast, so hat der Kern des Sterns zu diesem Zeitpunkt nur eine geringe Masse und besteht fast ausschließlich aus Helium. Geht in der Common-Envelope die Hülle des Sterns verloren, so entsteht in einem Doppelstern ein ELM-Helium-Weißer-Zwerg. Das sind Weiße Zwerge mit extrem geringer Masse von weniger als 0,2 Sonnenmassen.[17]
- Neben Doppelsternen mit einem Weißen Zwerg können auch Neutronensterne eine Common-Enevelope-Phase durchlaufen. Ein Teil der Röntgendoppelsterne, bei denen ein Neutronenstern Materie von einem Begleiter akkretiert, wird zerstört durch das Eintauchen des Neutronensterns in die Atmosphäre seines Begleiters. Der Vorgang der Verschmelzung dauert nur um die 1000 Jahre.[18]
- Die J-Typ-Kohlenstoffsterne unterscheiden sich von normalen Kohlenstoffsternen durch eine Anreicherung von Stickstoff, ein niedriges 12C/13C-Isotopenverhältnis sowie eine überdurchschnittliche Leuchtkraft und sind lithiumreich in ihren Sternatmosphären. Es ist sehr ungewöhnlich in der stellaren Astrophysik, dass alle diese Sterne Einzelsterne sind. Da über 50 % aller Sterne Bestandteile von Doppelsternsystemen sind, wird vermutet, dass die J-Typ-Kohlenstoffsterne aus Verschmelzungen zweier Sterne hervorgegangen sind. Ihre chemische Zusammensetzung kann simuliert werden, wenn ein heliumreicher Weißer Zwerg und ein Roter Riese eine Common-Envelope-Phase durchlaufen, wobei der Weiße Zwerg in den Kern des Roten Riesen sinkt und mit ihm verschmilzt.[19]
- Ein Entstehungskanal für Gamma Ray Bursts könnte eine Common-Envelope-Phase in einem sehr massereichen Doppelsternsystem sein. Über die gemeinsame Hülle verliert ein Stern seine äußeren wasserstoff- und heliumreichen Schichten und explodiert als eine Supernova vom Typ Ic. Da in dem engen Doppelsternsystem die beiden Sterne gebunden rotieren, kann nach dem Collapsar-Modell ein langer Gamma Ray Burst mit einem weichen Gammaspektrum entstehen.[20]
- EL-Canum-Venaticorum-Sterne sind bedeckungsveränderliche Doppelsternsysteme und bestehen aus einem A-F-Zwerg und einem Vorläufer eines Weißen Zwergs mit einer extrem geringen Masse von weniger als 0,35 Sonnenmassen. Ein Weißer Zwerg mit einer so geringen Masse kann nur in einem wechselwirkenden Doppelsternsystem entstehen, da beim jetzigen Alter des Universums Rote Zwerge noch nicht die Phase des Wasserstoffbrennens beendet haben.[21]

## Common-Envelope bei der Verschmelzung zweier Hauptreihensterne
Ein Doppelsternsystem kann verschmelzen, noch bevor einer der beiden Sterne die Hauptreihe verlassen hat. Ursache des Verlusts von Drehimpuls kann die Abstrahlung von Gravitationswellen oder magnetischer Drehimpulsverlust sein. Bei Letzterem wird Materie im Sternwind in den Magnetfeldlinien eingefroren und der Stern muss diese ionisierte Materie bei seiner Rotation mitschleppen. Durch beide Effekte verringert sich der Radius der Umlaufbahn im Doppelsternsystem und bei einem zu geringen Abstand führt die Reibung zu einem schnellen Verschmelzen. Ein solcher Merger ist bei dem Beta-Lyrae-Stern V1309 Sco beobachtet worden und führte zu einer Leuchtkräftigen Roten Nova. Neben Beta-Lyrae-Sternen gelten die Kontaktsysteme vom Typ W-Ursae-Majoris als Vorläufer eines Mergerbursts, bei dem die Bahnenergie in eine Expansion der gemeinsame Hülle mit einem temporären Anstieg der Leuchtkraft umgesetzt wird. Aus der Verschmelzung geht zunächst ein schnell rotierender Riese vom Typ FK-Comae-Berenices hervor, der sich langfristig in einen Blauen Nachzügler entwickelt.

## Common-Envelope bei Überkontaktsystemen
Die W-Ursae-Majoris-Sterne sind bedeckungsveränderliche Überkontaktsysteme, die über eine gemeinsame Hülle Energie austauschen. Obwohl die Massen der Komponenten dieser engen Doppelsternsysteme um bis zu einem Faktor 10 differieren können, haben die beiden Begleiter fast dieselbe Oberflächentemperatur. Die W-Ursae-Majoris-Sterne entstehen als getrennte Doppelsternsysteme und kommen durch einen Drehimpulsverlust aufgrund magnetischer Aktivität in Kontakt. Die W-UMa-Phase dauert einige bis einige 100 Millionen Jahre, und während der gesamten Zeit bleibt der Doppelstern in einer Common-Envelope eingebettet. Auch die W-Ursae-Majoris-Sterne sollten durch weiteren Drehimpulsverlust verschmelzen und einen Blauen Nachzügler bilden.

## Common-Envelope bei eruptiven Veränderlichen
Bei der Eruption auf veränderlichen Sternen wird eine Hülle ausgestoßen und vom Stern abgeworfen. Wenn dies z. B. bei Novae oder Supernovae in einem Doppelsternsystem geschieht, läuft der Begleiter für eine gewisse Zeit innerhalb einer gemeinsamen Hülle um den gemeinsamen Schwerpunkt. Die Dichte der Hülle ist für gewöhnlich zu gering, um einen signifikanten Einfluss auf den Begleiter zu haben, aber der Begleiter überträgt kinetische Energie auf die Hülle und formt damit die Struktur des Nebels. Die bipolare Form einiger Novaüberreste wird mit der Common-Envelope-Phase in Verbindung gebracht, z. B. bei langsamen Novae.

## Planeten in engen Bahnen um Weiße Zwerge und blaue Unterzwerge
Kommt es zu einer Common-Envelope-Phase, so wird die Bewegungsenergie des in die Atmosphäre eintauchenden Begleiters auf diese übertragen und führt in vielen Fällen zu einem Ausstoß der Hülle. Diese fällt wenigstens teilweise wieder entlang der Bahnebene zurück und bildet eine Scheibe um das Doppelsternsystem oder den aus der Verschmelzung hervorgehenden Einzelstern. In dieser Scheibe können sich Planeten auf sehr engen Bahnen bilden, und das scheint eine mögliche Erklärung für die Beobachtung von Planeten auf kurzen Umlaufbahnen um Weiße Zwerge und um blaue Unterzwerge zu sein. Auf ihren jetzigen Bahnen hätten die Planeten das Rote-Riesen-Stadium nicht überlebt.
Neben der Bildung eines Planeten aus einer Akkretionsscheibe können auch ehemals massereiche Planeten eine Common-Envelope-Phase überleben. Wie Simulationsrechnungen zeigen, verlieren sie insbesondere durch Staudruck während des Eintauchens in die Atmosphäre des Roten Riesen einen Teil ihrer Masse. Dabei kann aus einem Gasplaneten mit den Eigenschaften eines Jupiters ein erdähnlicher Planet entstehen, der nur noch aus dem ehemaligen Kern des Gasplaneten besteht.
Allerdings wird die Existenz zirkumbinärer Planeten um Post-Common-Envelope-Systeme von anderen Autoren angezweifelt. Alle behaupteten Nachweise beruhen auf dem Lichtlaufzeiteffekt in bedeckungsveränderlichen Doppelsternsystemen, wobei der Planet zu einer geringfügigen Verschiebung der Zeiten minimaler Helligkeit aufgrund einer Änderung des gemeinsamen Masseschwerpunktes führt. Wenn diese Planeten existierten, könnte der Zeitpunkt der Bedeckung genauer vorhergesagt werden, aber dies ist nicht der Fall. Auch sind häufig die berichteten Bahnen der angeblich gefundenen Exoplaneten nicht dynamisch stabil. Weiterhin ist die Entstehung dieser zirkumbinären Planeten nicht unproblematisch. Aus dem Abkühlungsalter einiger Weißer Zwerge in Post-Common-Envelope-Systemen mit berichteten Exoplaneten ist auf ein Alter von weniger als eine Million Jahre geschlossen worden. Dies ist zu wenig für eine Planetenentstehung aus einer protoplanetarischen Scheibe nach dem Ende der Common-Envelope-Phase. Gasplaneten sind dagegen um Doppelsternsysteme aus zwei Hauptreihensternen, die Vorläufer der Post-Common-Envelope-Systeme, nicht beobachtet worden. Eine alternative Hypothese für die unregelmäßigen Bedeckungsminima wird in einer Änderung der Gestalt des Roten Zwergs aufgrund von magnetischer Aktivität vermutet.

## Post Common Envelope Binaries
Post Common Envelope Binaries (PCEB) sind Doppelsterne, die aus einem Hauptreihenstern und einem Weißen Zwerg bestehen. Sie sind das häufigste Ergebnis einer Common-Envelope-Entwicklung und die Beobachtung dieser Sterne ermöglicht, die Parameter der Common-Envelope-Phase wie die Viskosität indirekt zu untersuchen. Die Systeme mit den kürzesten Umlaufdauern haben auch die höchste Wahrscheinlichkeit, einen Bedeckungslichtwechsel zu zeigen. Sie bestehen häufig aus einem heißen Weißen Zwerg und einem lichtschwachen Roten Zwerg. Diese Sterne werden sich weiter in ein kataklysmisches Doppelsternsystem entwickeln, wenn der Massentransfer vom Roten zum Weißen Zwerg einsetzt.